# Andrés García Lavín
Andrés García Lavín (Progreso, Yucatán, 24 de agosto de 1929 - Mérida, Yucatán, 9 de julio de 2007) fue un periodista, impulsor de la radio y la televisión, fundador de diversos medios de Comunicación en México.

## Biografía
Andrés García Lavín nació en Progreso, Yucatán, el 24 de agosto de 1929 y falleció el 9 de julio de 2007 en Mérida, Yucatán. Hijo del doctor Andrés Eleuterio García Arana y de doña Victoria Lavín Escalante de García. Contador Público egresado en 1954 del Instituto Politécnico Nacional, Periodista, impulsor de la radio y la televisión en México, fundador de siete periódicos en el Sureste de México. Fue un filántropo y promotor de las tradiciones y de la cultura regional yucateca.
Pionero de la radio y la televisión en el Sureste de México, defendió de la libertad de expresión y fundó una decena de periódicos en la Península de Yucatán y otros estados, Don Andrés García Lavín forjó y consolidó el grupo Servicios Informativos y Publicitarios del Sureste (SIPSE), el corporativo de medios de comunicación más grande e importante del Sureste de México. Se relacionó con los empresarios Rómulo O´Farrill Silva y Rómulo O Farrill Jr., así como con Jorge Suárez Díaz y Gonzalo Castellot Madrazo, en los inicios de la televisión mexicana, y posteriormente con Emilio Azcárraga Milmo y Televisa, permitió a Don Andrés García Lavín el desarrollo y consolidación de la televisión en la región Sureste.
Don Andrés García Lavín estuvo casado con Ana María Gamboa Fajardo (Con quien contrajo matrimonio el 16 de enero de 1953) y falleció el 9 de septiembre de 2015, con quien procreó a sus hijos Andrés, Alicia, Juan Camilo, Alejandro, Ana María y Gerardo García Gamboa.

### Experiencia en medios de comunicación

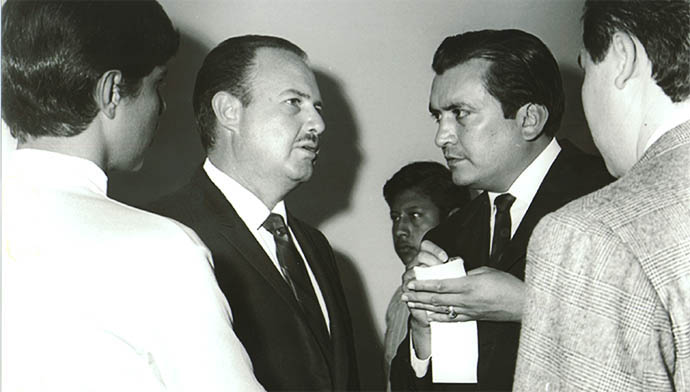
Don Andrés García Lavín siendo entrevistado en la Sociedad Interamericana de Prensa.

Sus inicios en los medios de comunicación datan de los años 50, cuando colaboró como contralor y subgerente administrativo en la primera estación de televisión en México, el Canal 4, manejado por la entonces empresa Televisión de México S.A. Años más tarde se desempeñó como director gerente del desaparecido periódico Diario del Sureste, en Mérida; gerente general de la Cordelería Sisal y gerente del complejo Cordemex también en Mérida. En 1962 fundó la Televisora de Yucatán que transmite actualmente la señal del Canal 2.
El 31 de agosto de 1950 fue testigo y protagonista de los inicios de la televisión en México, al formar parte de la planta laboral de Televisión de México con los empresarios Rómulo O Farrill Sr. y Rómulo O Farrill Jr, cuando se realizó la primera transmisión televisiva, que entonces se ocupó del IV Informe del Presidente de la República, Miguel Alemán Valdés.
En 1982, presidió la Sociedad Interamericana de Prensa (SIP), y de 1973 a 1975 y de 1985 a 1987, ocupó la vicepresidencia de la Cámara Nacional de la Industria de la Radio y la Televisión (CIRT).
De 1991 a 1995, fue presidente de la Asociación Internacional de Radiodifusión, con sede en Montevideo, Uruguay, y en 1995 formó el Comité Mundial de Libertad de Prensa compuesto por 14 miembros periodistas del mundo. Desde 1995 fungió también como vicepresidente del World Press Freedom Commitee de Washington D. C.

### Actividad empresarial
Conservando su amistad con Rómulo O´Farrill y su familia, fundó en 1965 el periódico Novedades de Yucatán (hoy  Novedades Yucatán).
Tres años después, expande el consorcio de medios al fundar la Televisora Peninsular Canal 9 en Mérida, la Televisora de Campeche Canal 12 y la Televisora de Tapachula Canal 7. 
También en 1968 funda y dirige la estación de radio de Frecuencia Modulada XHGL y de Amplitud Modulada XEZ, en Mérida; la XECAM, en Campeche y la XEROO, en Chetumal, Quintana Roo. 
En 1974 consolida el conglomerado de medios impresos al fundar y dirigir los periódicos: Novedades de Quintana Roo, en Cancún; Novedades de Campeche, en Campeche, y Novedades de Acapulco, en Guerrero. En 1982 funda Novedades de Tabasco en Villahermosa, y en 1992, la Televisora de Cancún, Canal 13 (XHCCU TV Cun).
En 2004 encabeza la fundación del diario De Peso en Yucatán, al que le siguieron De Peso en la zona norte de Quintana Roo, y De Peso Chetumal.

## Reconocimientos
En 1997 recibió el Premio Ocho Columnas como “El comunicador del año” por la Universidad Autónoma de Guadalajara, y como “Radiodifusor del año de la República Mexicana”, entregado por el presidente Ernesto Zedillo Ponce de León.
En 2001 fue distinguido por el Gobierno de Venezuela con la Condecoración de Primera Clase de la Orden Francisco Fajardo, por su trayectoria como comunicador internacional.
Semanas después de su fallecimiento en julio de 2007, organizaciones nacionales e internacionales como la Cámara Nacional de la Industria de la Radio y la Televisión (CIRT), la Asociación Internacional de Radio (AIR), la Sociedad Interamericana de Prensa (SIP) y la Asociación Mexicana de Editores (AMME) hicieron sendos reconocimientos a su trayectoria empresarial y a su labor en pro de la libertad de expresión en todos los ámbitos sociales.

## El filántropo
Desde los años sesenta, cuando ya era un hombre de negocios, Andrés García Lavín ya había extendido en múltiples obras de caridad su sentido de generosidad y el deseo de ayuda incondicional, valores aprendidos de su padre.
Así, en 1993 crea la Fundación García Lavín para favorecer a los sectores sociales más desprotegidos. Una de sus obras de mayor alcance social fue el haber contribuido con el Gobierno de Yucatán y la sociedad civil para desarrollar más de 87 mil acciones de vivienda, el 30 por ciento se trataba de casas nuevas, a favor de la población afectada por el paso del Huracán Isidoro en septiembre de 2002. Albergues, asilos, organizaciones de ayuda a discapacitados, la Cruz Roja Mexicana y muchos grupos apostólicos se han beneficiado con su aportación.
Entre las obras legadas por la Fundación García Lavín figuran un comedor popular en el centro de la ciudad de Mérida, la construcción y mantenimiento de un centro de atención para enfermos de VIH y la edificación y mantenimiento de "La Casa de María" y "Casa Nazaret" para los más necesitados. Además, la donación del terreno y la construcción de la capilla "Nuestra Señora de Guadalupe", la reconstrucción de la Iglesia Parroquial de Progreso, Yucatán, así como la edificación de más de 20 viviendas para campesinos y personas marginadas.